# Вулиця Степана Бандери (Бровари)
Ву́лиця Степа́на Банде́ри — магістральна вулиця міста Бровари, Київська область.

## Опис
Вулиця проходить на межі приватного сектора району Масив, уздовж залізничних колій лінії Дарниця — Ніжин. Має протяжність 2 км. Поблизу пролягання дороги, біля перехрестя з вулицею Симона Петлюри, розташована залізнична станція «Бровари». Уздовж вулиці побудовані переважно одноповерхові садиби, а також декілька двоповерхових багатоквартирних будинків.
Починається з автомобільної розв'язки біля вулиць Героїв України, Ярослава Мудрого та Броварського мосту. Закінчується на межі міста у районі Промвузла, де на повороті ліворуч переходить у вулицю Металургів.
Із непарного боку до вулиці прилучаються вулиці Холодноярська, Дніпровська, Кооперативна, Чорних Запорожців, Харківська, Устима Кармелюка, Софронія Костири, Симона Петлюри та Володимира Івасюка. З непарного боку вулиці не прилучаються.

## Історія
До 25 грудня 2015 року вулиця мала назву Димитрова — на честь болгарського комуністичного вождя Георгія Димитрова. Сучасна назва Степана Бандери — на честь українського громадсько-політичного діяча Степана Бандери.

## Галерея

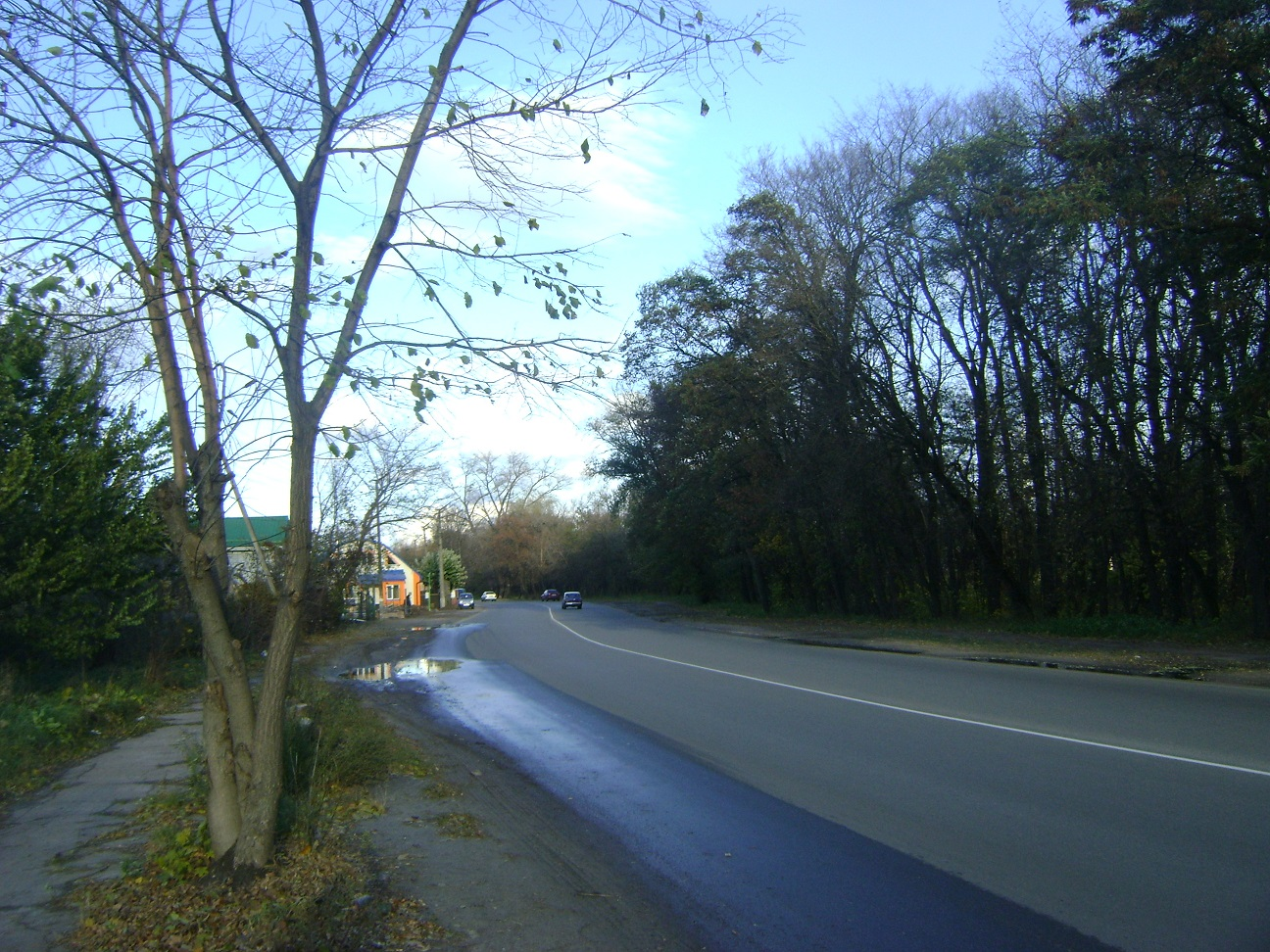
Неподалік перехрестя з вулицею Холодноярською
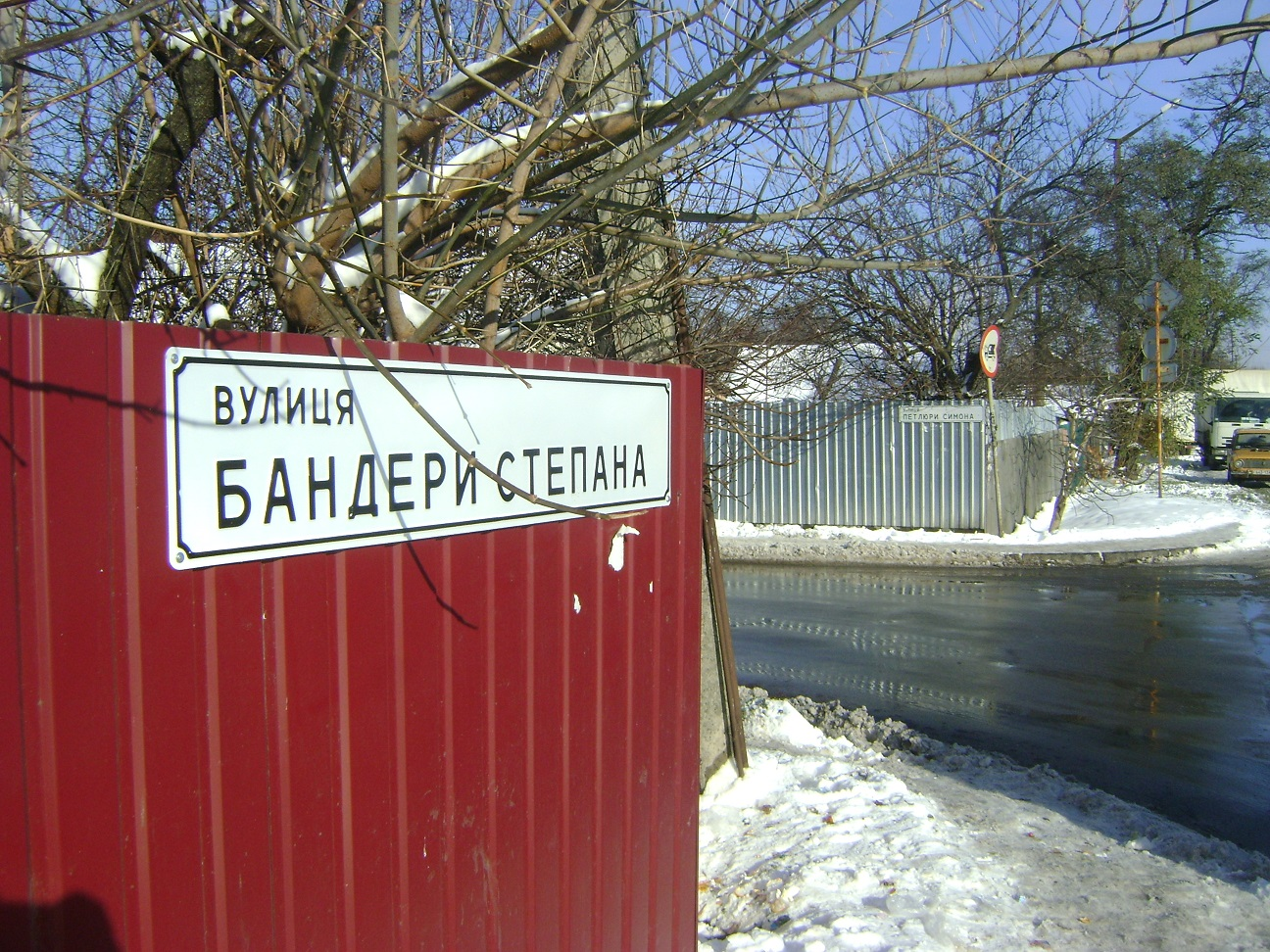
Нові вуличні таблички (2016)
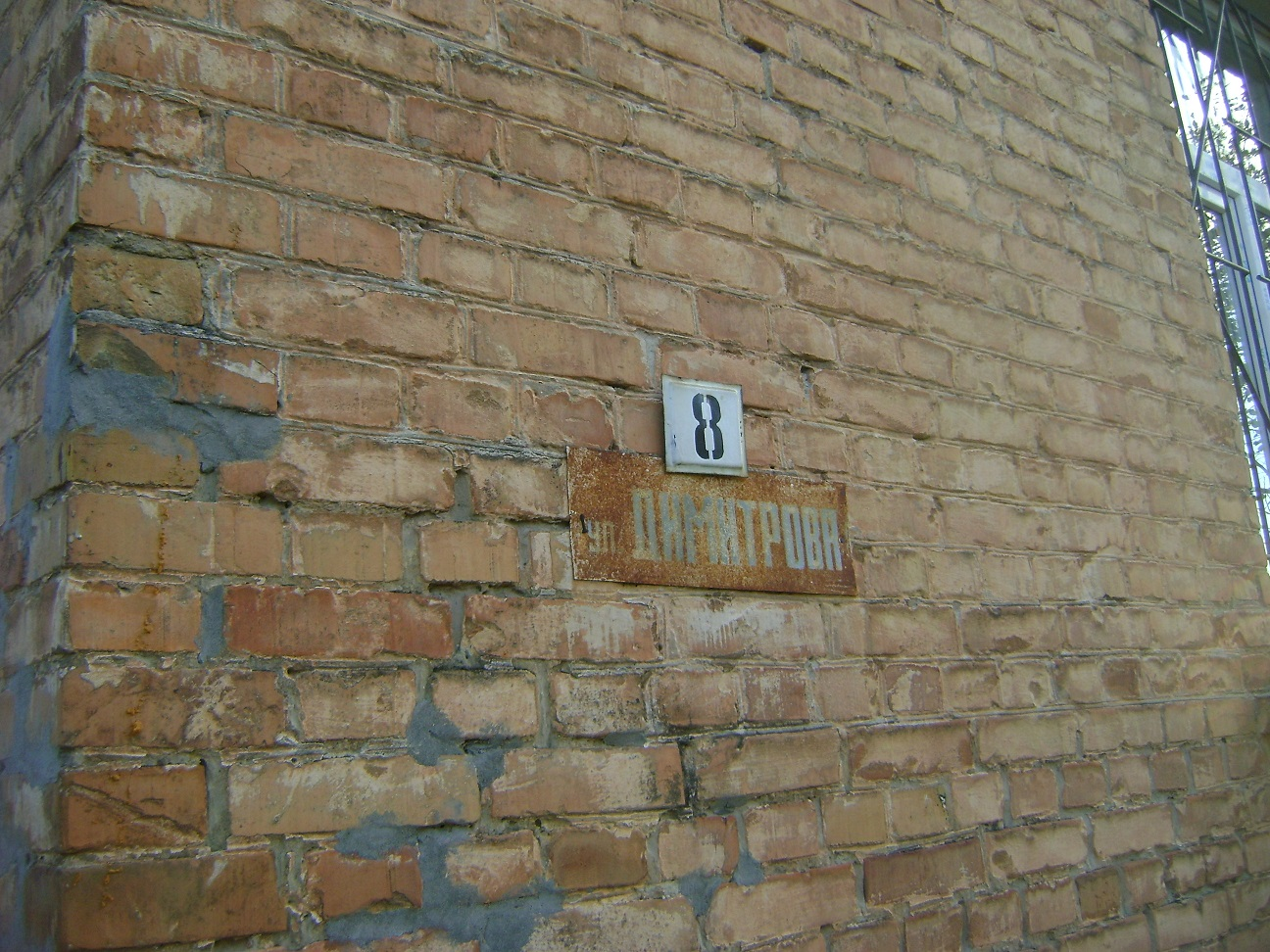
Вулична табличка зі старою назвою вулиці (2016)